# Michael Rennie
Michael Rennie, född Eric Alexander Rennie 25 augusti 1909 i Bradford, Yorkshire, död 10 juni 1971 i Harrogate, Yorkshire, var en brittisk skådespelare.

## Rollista i urval
- 1936 – Mannen som kunde göra underverk
- 1936 – Spioner i hälarna
- 1941 – Pimpernel Smith
- 1946 – Caesar och Cleopatra
- 1950 – Trio
- 1951 – Mannen från Mars
- 1952 – Affären Cicero
- 1953 – Den purpurröda manteln
- 1953 – Titanic
- 1953 – Ökenråttorna
- 1954 – Gladiatorerna
- 1955 – När regnet kom
- 1958, 1962 – Alfred Hitchcock presenterar (TV-serie) (2 avsnitt)
- 1960 – En försvunnen värld
- 1965 – Bröderna Cartwright (TV-serie) (1 avsnitt)
- 1966 – Läderlappen (TV-serie) (2 avsnitt)
- 1967 – Mannen från UNCLE (TV-serie) (1 avsnitt)